# Tiga (futebolista)
Adriana Aparecida Costa (São Paulo, 16 de abril de 1983) conhecida como Tiga e Tiganinha, é uma jogadora de futsal e futebolista brasileira naturalizada Guinéu-Equatoriana que atua como Pivô e atacante. Atualmente, joga nas Leoas da Serra.
Em 2011, Tiga foi naturalizada pela Guiné Equatorial para jogar na seleção nacional feminina na Copa do Mundo de Futebol Feminino de 2011.
No entanto, em 5 de outubro de 2017, a FIFA declarou Tiga e outras nove jogadoras brasileiras inelegíveis para jogar pela Guiné Equatorial.

## Gols na Seleção Guinéu-Equatoriana
Lista de Gols e resultados pela Guiné Equatorial
| Número | Data       | Estádio                                     | Oponente      | Parcial | Resultado | Competição                                     |
| ------ | ---------- | ------------------------------------------- | ------------- | ------- | --------- | ---------------------------------------------- |
| 1      | 17/06/2011 | Stade Jos Becker, Niederanven, Luxemburgo   | Luxemburgo    | 1–0     | 8–0       | Amistoso                                       |
| 2      | 17/06/2011 | Stade Jos Becker, Niederanven, Luxemburgo   | Luxemburgo    | 2–0     | 8–0       | Amistoso                                       |
| 3      | 17/06/2011 | Stade Jos Becker, Niederanven, Luxemburgo   | Luxemburgo    | 3–0     | 8–0       | Amistoso                                       |
| 4      | 23/06/2012 | Estadio de Malabo, Malabo, Guiné Equatorial | Congo         | 1–0     | 3–0       | Amistoso                                       |
| 5      | 25/06/2012 | Estadio de Malabo, Malabo, Guiné Equatorial | Congo         | 1–0     | 2–1       | Amistoso                                       |
| 6      | 03/11/2012 | Estadio de Malabo, Malabo, Guiné Equatorial | Senegal       | 3–0     | 5–0       | 2012 African Women's Championship              |
| 7      | 11/11/2012 | Estadio de Malabo, Malabo, Guiné Equatorial | África do Sul | 2–0     | 4–0       | 2012 African Women's Championship              |
| 8      | 10/04/2016 | Estadio de Malabo, Malabo, Guiné Equatorial | Mali          | 2–1     | 2–1       | 2016 Africa Women Cup of Nations qualification |